# Сан-Жозе-ду-Жакури
Сан-Жозе-ду-Жакури (порт. São José do Jacuri) — муниципалитет в Бразилии, входит в штат Минас-Жерайс. Составная часть мезорегиона Вали-ду-Риу-Доси. Входит в экономико-статистический микрорегион Песанья. Население составляет 6281 человек на 2006 год. Занимает площадь 345,861 км². Плотность населения — 18,2 чел./км².

## История
Город основан 1 января 1950 года.

## Статистика
- Валовой внутренний продукт на 2003 год составляет 16 119 154,00 реалов (данные: Бразильский институт географии и статистики).
- Валовой внутренний продукт на душу населения на 2003 год составляет 2474,54 реалов (данные: Бразильский институт географии и статистики).
- Индекс развития человеческого потенциала на 2000 год составляет 0,669 (данные: Программа развития ООН).